# Badumna
Badumna es un género de arañas de Australasia. 
Estás arañas son originarias de Australia sin embargo se han introducido a América estás suelen vivir bajo rocas en el fondo de los arbustos o plantas largas comunes en jardines y patios.

## Especies
- Badumna arguta (Simon, 1906) (Queensland)
- Badumna bimetallica (Hogg, 1896) (Australia Central)
- Badumna blochmanni (Strand, 1907) (Nueva Gales del Sur)
- Badumna exilis Thorell, 1890 (Java)
- Badumna exsiccata (Strand, 1913) (Australia)
- Badumna guttipes (Simon, 1906) (Victoria, Tasmania)
- Badumna hirsuta Thorell, 1890  (Java)
- Badumna hygrophila (Simon, 1902) (Queensland)
- Badumna insignis (L. Koch, 1872) (Japón a Tasmania, Nueva Zelanda)
- Badumna javana (Strand, 1907) (Java)
- Badumna longinqua (L. Koch, 1867) (Este de Australia, Nueva Zelanda, USA, Uruguay)
- Badumna maculata (Rainbow, 1916) (Queensland)
- Badumna microps (Simon, 1908) (Australia Occidental)
- Badumna pilosa (Hogg, 1900) (Victoria)
- Badumna scalaris (L. Koch, 1872) (Queensland, Australia Central)
- Badumna senilella (Strand, 1907) (Australia)
- Badumna socialis (Rainbow, 1905) (Nueva Gales del Sur)
- Badumna tangae Zhu, Zhang & Yang, 2006 (China)